# مگس‌گیرهای فیروزه‌ای
مگس‌گیرهای فیروزه‌ای (نام علمی: Eumyias) سرده‌ای از پرندگان خانواده مگس‌گیران جهان قدیم Muscicapidae است.
این سرده دارای ۱۱ گونه زیر است:
- مگس‌گیر آبی تیمور (Eumyias hyacinthinus) - که در گذشته در سردهٔ Cyornis جای داشت
- مگس‌گیر آبی پیشانی‌آبی (Eumyias hoevelli) - که در گذشته در سردهٔ Cyornis جای داشت
- مگس‌گیر آبی ماتینان (Eumyias sanfordi) - که در گذشته در سردهٔ Cyornis جای داشت
- مگس‌گیر جنگلی پشت‌حنایی (Eumyias oscillans) - در گذشته در سردهٔ Cyornis جای داشت
- مگس‌گیر جنگلی سومبا (Eumyias stressemanni) - که در گذشته در سردهٔ Cyornis جای داشت
- مگس‌گیر آبی مات (Eumyias sordidus)
- مگس‌گیر هندی (Eumyias talassinus)
- مگس‌گیر فیروزه‌ای (Eumyias panayensis)
- مگس‌گیر نیلگیری (Eumyias albicaudatus)
- مگس‌گیر نیلی (Eumyias indigo)
- مگس‌گیر جنگلی بورو (Eumyias additus)

مگس‌گیر جنگلی بورو در گذشته در سردهٔ Rhinomyias جای داشت اما زمانی که یک مطالعه تبارزایی مولکولی در سال ۲۰۱۰ نشان داد که Rhinomyias چند ماهی است به سردهٔ Eumyias منتقل شد.